# 天主教馬甘格教區
天主教馬甘格教區（拉丁語：Dioecesis Maganguensis）是哥倫比亞一個羅馬天主教教區，屬卡塔赫納總教區。
教區成立於1969年4月25日，位於玻利瓦爾省南部。2004年有教友600,000人，佔轄區總人口80.0%。教區下轄卅二個堂區，有卅三名司鐸。目前教區主教席位處於出缺狀態。